# Macea
Macea là một xã thuộc hạt Arad, România. Dân số thời điểm năm 2002 là 6159 người.